# Kaliningrad (1984)
Kaliningrad (Калининград), wcześniej BDK-58 (БДК-58) – duży okręt desantowy projektu 775/II (w kodzie NATO: Ropucha I) Marynarki Wojennej Rosji. Zbudowany w  Stoczni Północnej w Gdańsku, wszedł do służby w Marynarce Wojennej ZSRR w 1984 roku. Służył we Flocie Bałtyckiej pod oznaczeniem BDK-58. Po rozpadzie ZSRR przejęty przez marynarkę wojenną Rosji, otrzymał w 2003 roku nazwę „Kaliningrad” od miasta. Przeniesiony na Morze Czarne, wziął udział w inwazji na Ukrainę.

## Historia
Okręt został zbudowany w 1984 roku w Stoczni Północnej w Gdańsku, jako dziewiętnasty z serii dużych okrętów desantowych projektu 775 zaprojektowanych w Polsce i budowanych dla ZSRR. Należał do drugiej odmiany projektu 775 (775/II). W kodzie NATO typ ten był oznaczany jako Ropucha (Ropucha I). Nosił numer stoczniowy 19 w ramach jednostek projektu 775 (775/19).

## Skrócona charakterystyka
Okręty desantowe proj. 775 dysponują przelotową ładownią, dostępną przez rampę dziobową i rufową, o długości 95 m, szerokości od 4,5 do 6,5 m i wysokości 4,5 m. Na dziobie jest otwierana furta i opuszczana pochylnia; w celu rozładunku okręty mogą wpływać na plażę. Jednostki mogą transportować do 13 czołgów lub transporterów opancerzonych albo 20 ciężarówek i w obu wariantach 150 żołnierzy. Załoga liczy 87 osób, w tym 8 oficerów.
Wyporność okrętu niezaładowanego wynosi 2900 ton (czasem podawana jako standardowa), a pełna – 4400 ton. Długość całkowita wynosi 112,5 m, a na linii wodnej 105 m, szerokość wynosi 15 m, a zanurzenie maksymalne 3,17 m.
Uzbrojenie artyleryjskie okrętów projektu 775/II stanowią cztery armaty uniwersalne kalibru 57 mm w dwóch dwudziałowych wieżach AK-725, umieszczonych przed i za nadbudówką i kierowanych radarem artyleryjskim Bars. Zapas amunicji wynosi 2200 nabojów 57 mm. Ponadto mają do samoobrony dwie poczwórne wyrzutnie pocisków przeciwlotniczych bardzo bliskiego zasięgu Strieła-3 samonaprowadzających się na podczerwień, z zapasem 32 pocisków. BDK-58 był pierwszym z okrętów proj. 755/II, na którym zainstalowano dwie dwudziestoprowadnicowe wyrzutnie niekierowanych pocisków rakietowych kalibru 122 mm Grad-M dla wsparcia desantu. Zapas amunicji wynosi 160 pocisków.
W skład wyposażenia radioelektronicznego jednostek projektu 775/II wchodzi stacja radiolokacyjna wykrywania nawodnego i powietrznego MR-302 Rubka oraz radar nawigacyjny. Do kierowania ogniem artylerii służy radar Bars na kolumnie za kominami na rufie. Okręty ponadto wyposażone są w dwie szesnastoprowadnicowe wyrzutnie celów pozornych PK-16 kalibru 82 mm służące do walki elektronicznej.
Napęd stanowią dwa silniki wysokoprężne 16 ZVB 40/48 o łącznej mocy 19 200 KM, poruszające dwie śruby. Prędkość maksymalna wynosi 17,5 węzła. Zasięg wynosi 3500 Mm przy prędkości 16 w i 6000 Mm przy prędkości 12,5 w.

## Służba

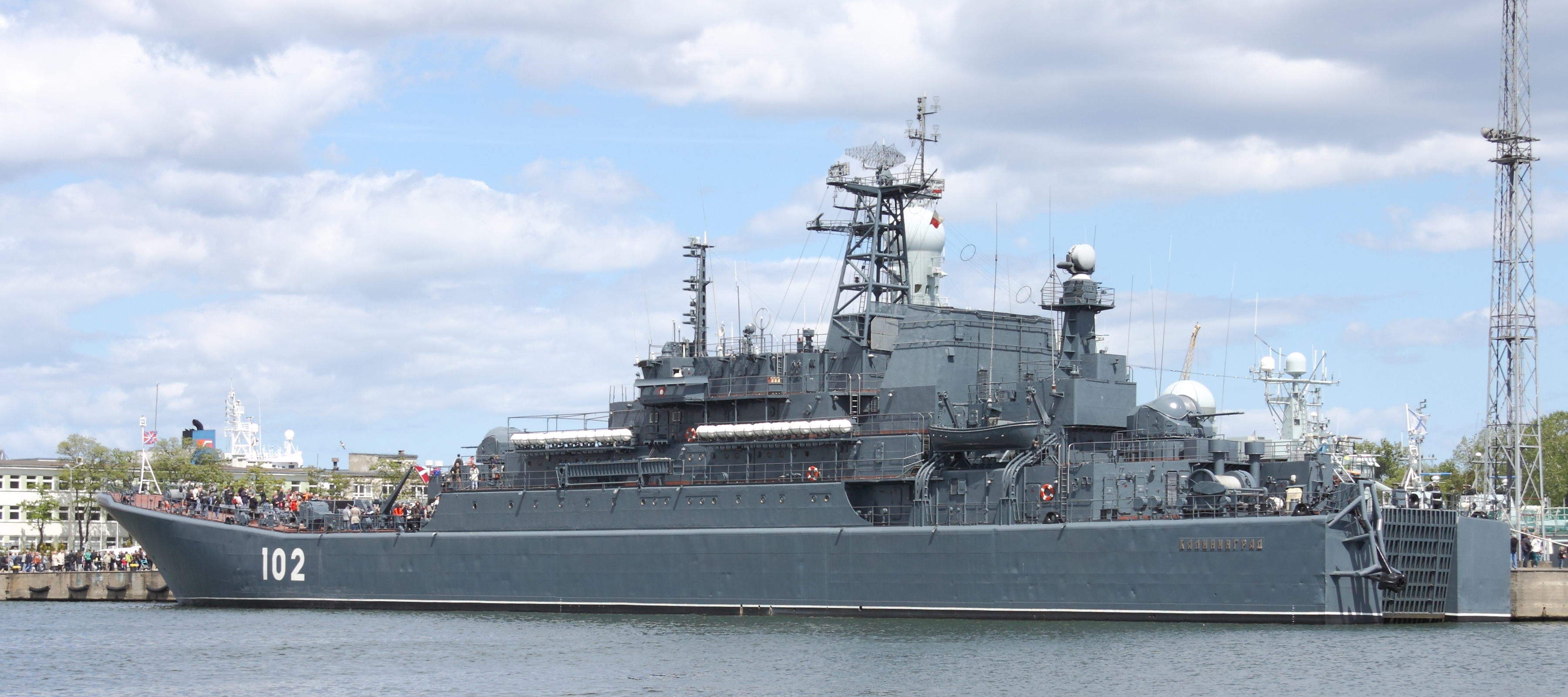
„Kaliningrad” od rufy

Okręt wszedł do służby w Marynarce Wojennej ZSRR 30 grudnia 1984 roku. Otrzymał jedynie oznaczenie alfanumeryczne: BDK-58 (БДК-58), od bolszoj diesantnyj korabl (Большой Десантный Корабль) – duży okręt desantowy. 
Po likwidacji ZSRR 26 grudnia 1991 roku BDK-58 został przejęty przez Marynarkę Wojenną Rosji pod tym samym oznaczeniem. Wchodził w skład Floty Bałtyckiej. W Rosji nosił stały numer burtowy 102. W 2003 roku nadano mu dodatkowo nazwę „Kaliningrad” od rosyjskiej nazwy miasta Królewca. Między styczniem a listopadem 2004 roku okręt przeszedł średni remont.
W okresie prowadzenia przez Rosję współpracy międzynarodowej z państwami zachodnimi, w ramach programu Partnerstwo dla Pokoju, systematycznie w latach 2003, 2004, 2005, 2006 i 2008 uczestniczył w ćwiczeniach NATO na Bałtyku BALTOPS. Podczas nich, 11 czerwca 2003 roku po raz pierwszy wysadził wraz polskim okrętem ORP „Gniezno” ćwiczebny desant sił pokojowych na poligonie w Ustce, z udziałem piechoty morskiej Rosji, USA, Danii i Litwy. W 2006 roku odbył dłuższy rejs na Atlantyk i Morze Śródziemne, odwiedzając porty Tunezji, Algierii, Hiszpanii i Portugalii. W 2009 roku odwiedził Kilonię i Den Helder, a w sierpniu 2010 roku brał udział w uroczystościach 500-lecia Królewskiej Marynarki Duńskiej. W czerwcu 2010 i czerwcu 2012 roku ponownie uczestniczył w ćwiczeniach BALTOPS, udostępniony do zwiedzania w Gdyni.
Między grudniem 2012 roku a 8 sierpnia 2013 roku odbył rejs na Morze Śródziemne, Morze Egejskie i Morze Czarne, przechodząc 32 tysiące mil morskich i odwiedzając m.in. Bejrut. Dowódcą był wówczas komandor ppor. Gieorgij Diegtiariow. Ponownie wyszedł w rejs na Morze Śródziemne z Bałtyjska już 24 grudnia 2013 roku, wchodząc tam w skład stałego zespołu operacyjnego floty rosyjskiej. Na przełomie września i października 2014 roku zawinął do Noworosyjska nad Morzem Czarnym. 20 listopada opuścił zespół na Morzu Śródziemnym, przechodząc około 50 tysięcy mil morskich. Do bazy powrócił 2 grudnia 2014 rоku.
W styczniu 2022 roku wraz z dwoma innymi okrętami desantowymi tego typu („Minsk” i „Korolow”) został przerzucony z Bałtyku na Morze Czarne, w celu wzięcia udziału w inwazji Rosji na Ukrainę.